# Phasia intersecta
Phasia intersecta là một loài ruồi trong họ Tachinidae.